# 郭敬明
郭敬明（1983年6月6日—），四川自贡人，中国男作家、編輯、導演、編劇和製片人。
郭敬明是中国“80后”青年作家群代表人物之一。高中时期以“第四维”为笔名在网站榕树下发表文章。2001和2002年蝉联第三、四届新概念作文大赛一等奖成名。2002年出版第一部作品《爱与痛的边缘》。2003年，因玄幻小说《幻城》成为畅销作家，随后出版《1995——2005夏至未至》，《悲伤逆流成河》，以及《小时代》“三部曲”，《爵迹》等。
2004年，郭敬明成立“岛”工作室，主编《岛》系列杂志至2006年，工作室升级为上海柯艾文化传播有限公司，出版《最小说》等杂志。2010年，成立上海最世文化发展有限公司；2019年柯艾合并其下。2013年，郭敬明改编自其同名小说的电影系列《小時代》第一部上映，获得第16届上海国际电影节中国新片“最佳新人导演”奖，此后其事业中心转向影视。

## 早年生平
曾先后于自贡市贡井区向阳小学、自贡市第九中学初中部、自贡市富顺县第二中学高中部就读。2002年进入上海大学影视艺术技术学院学习，2005-2007年休学两年，2007年復学，于2008年肄业。

## 创作生涯
自幼廣泛閱讀名家小說、散文，包括金庸、梁羽生、古龍的武俠小說，潛移默化中，為他以後的創作積累了一定的底子。初二時在《人生十六七》上發表了他的處女詩作〈孤獨〉，從此開啟了創作之路。郭敬明2001年、2002年连续参加了第三届和第四届的“新概念作文大赛”，并且蝉联一等奖，开始逐渐为青少年读者所认识。此后，他为《萌芽》杂志所写的一些作品受到了读者的欢迎。2002年10月在《萌芽》杂志上刊载了幻想小说《幻城》，这部作品获得了许多读者的强烈反响。2003年，《幻城》扩写为长篇小说，单行本由春风文艺出版社刊行，上市幾個月，銷量便突破五十萬冊，获得了很大的市场成功。此后又出版了《幻城》的漫画本等多个版本，同年在台湾由联合文学出版社出版繁体中文版。但有人认为本书在剧情设定等方面，直接抄袭了日本漫画家组合CLAMP的《圣传》系列，而郭敬明本人則表示其模仿對象為古龍。之後出版的小說、文集，在中國大陸的銷售成績均破百萬冊，並將作品跨界改編成漫畫、遊戲、電影，進而將中國出版業帶入ACG時代。
2003年出版了散文集《左手倒影，右手年华》和《爱与痛的边缘》。这些书为郭敬明赢得了一些读者的认同与支持，郭敬明的部分作品也被改编为漫画本。2003年年底，郭敬明出版了他的第二本长篇小说《梦里花落知多少》，本书的繁体中文版在2005年由雨晨图书在台湾出版。这本书通过描写一群生活在北京的大学生的生活，反映了一部分学生的对生活、爱情的想法。本书一经推出就获得了青少年读者群的追捧。但这本书推出后再次引起抄袭《圈裡圈外》的争议，並經法院判決確定侵權。
2004年郭敬明与朋友在上海组成了“岛工作室”，策划出版了《岛》系列图书。这是一个定期出版的类似杂志的系列图书。郭敬明担任“监督”（后改称“主编”），也包括部分内容的撰稿、摄影和插画模特。
2005年出版了第三本长篇小说《1995-2005 夏至未至》。这本书的部分内容曾在《岛》系列连载。
2005年7月推出“音乐小说”《迷藏》。
2005年7月24日在北京被选为陈凯歌电影《无极》同名小说的改编者。
2006年11月，《岛》系列暂停。郭敬明在上海成立了柯艾文化传播有限公司，任董事长，并出版刊物《最小说》（长江文艺出版社出版）。原“岛工作室”隶属于这家新的公司。
2007年5月，郭敬明出版了小说《悲伤逆流成河》。同年，柯艾公司部分骨干人员（Hansey、落落等）称理念不合而出走，其后这些人多数又回到郭敬明团队里。
2007年年底，郭敬明加入中国作协。
2008年后至今，相继连载、出版《小时代》系列。系列包括小说、漫画等，2012年被改编为电影。
2010年7月，成立“上海最世文化发展有限公司”，郭敬明担任董事长兼总经理。“上海柯艾文化传播有限公司”成为其附属公司，并更名为作家经纪部（兼漫画部）。公司出版杂志《最小说 ZUI NOVEL》、《最漫画 ZUI COMIC》、《放课后 AfterSchool》等，并举办有“THE NEXT·文学之新 全国新人选拔赛”。
2010年、2011年，连载、出版《爵迹》系列。
2013年6月27日，电影《小时代》在中国大陆首映。2013年8月8日上映第二部《小时代：青木时代》。2014年7月17日，《小时代：刺金时代》上映。
2014年7月10日，电视剧《小时代之折纸时代》首播。

## 争议

### 抄袭

#### 郭敬明抄袭案
2003年起，郭敬明在《萌芽》杂志上开始连载长篇小说《梦里花落知多少》，受到读者的欢迎。当年11月，《梦里花落知多少》小说由春风文艺出版社出版，不到一月时间已销售60万册。但部分读者发现，郭敬明的这部《梦里花落知多少》，在人物性格和语言上，与女作家庄羽在2003年1月出版的小说《圈里圈外》相当雷同，质疑郭敬明抄袭庄羽。庄羽得知这一情况后，开始请律师维权，但郭敬明和春风文艺出版社则否认抄袭一事。
2003年12月庄羽将郭敬明、出版发行单位春风文艺出版社及销售商北京图书大厦诉上法庭，请求法院判决三被告立即停止侵害，赔礼道歉，并索赔经济损失50万元等。2004年12月，北京市第一中级人民法院作出一审判决，认定郭敬明所著《梦里花落知多少》侵犯了庄羽的著作权，判令被告郭敬明、春风文艺出版社立即停止《梦里花落知多少》一书的出版发行，共同赔偿原告庄羽经济损失20万元，被告北京图书大厦有限责任公司停止销售《梦里花落知多少》一书。但郭敬明方不服判决，提出上诉。
2006年5月，北京市高级人民法院作出终审判决，维持北京市第一中级人民法院的一审判决，认定郭敬明所著《梦里花落知多少》对庄羽的《圈里圈外》整体上构成抄袭，判决郭敬明与春风文艺出版社赔偿庄羽经济损失20万元，春风文艺出版社与北京图书大厦停止《梦里花落知多少》的出版、销售行为。法院还认定郭敬明的抄袭与出版行为给庄羽造成了严重的精神损失，判决其赔偿庄羽精神抚慰金1万元。此外，还要求郭敬明与出版社在15日内在《中国青年报》上公开道歉。事后，郭敬明通过经纪人将赔款支付给庄羽，但拒绝道歉。
2020年12月22日，宋方金、余飞等111位影视从业者对郭敬明发起联名抵制，指责他拒绝执行法院的道歉判决，也未对自己的违法行为作出任何检讨，却在网络平台和电视台上卖弄其“成功学”，以博取观众眼球和流量，是造成社会恶劣影响的“文贼”。隔日，宋方金联名抵制名单新增45位影视从业者，呼吁媒体平台应停止对有劣迹从业者的宣传炒作和抄袭剽窃者不该成为社会榜样。
2020年12月31日零时，郭敬明在新浪微博发表就抄袭事件的道歉文，提出把《梦里花落知多少》的全部收益赔偿给庄羽，若庄羽不接受赔偿则捐给公益慈善机构的提议。当日上午，庄羽在新浪微博回应接受道歉，并建议将赔款用于共同成立“反剽窃基金”，此提议被郭敬明接受。

#### 其他抄袭指责
郭敬明2002年连载、2003年出版的《幻城》，被指在剧情设定等方面，直接抄袭了日本漫画家组合CLAMP的《聖傳》系列。
郭敬明2005年作品《1995-2005夏至未至》，被指在散文獨白，故事走向、人物性格等方面，直接抄袭了日本漫画家矢澤愛的作品《NANA》。
郭敬明2008年作品《小时代》，被质疑部分剧情抄袭美国作家萝伦·薇丝柏格《穿普拉达的女王》，但本人不承认这一指控。
郭敬明2010年作品《临界纪年·爵迹》被指抄袭日漫《大劍》和奈须蘑菇的作品《Fate/stay night》的設定和世界觀，包括故事中的战斗背景、力量体系、人物及能力等等基本设定。
郭敬明为其2014年导演电影《小时代》填词的歌曲《时间煮雨》被指旋律抄袭日本歌手一青窈的歌曲《风车》。

### 性侵指控
2017年8月21日晚8点，上海最世文化签约作者李枫在微博爆出，郭敬明在2010年《燃烧的男孩》成都签售会结束后，于酒店对其进行性侵犯。随后，郭敬明在其微博上表示该指控完全捏造，并声称已让律师处理。

## 主要作品

### 著作
| 年份 | 標題                   | 附註                             |
| ---- | ---------------------- | -------------------------------- |
| 2003 | 《爱与痛的边缘》       | 文集                             |
| 2003 | 《幻城》               | 小說                             |
| 2003 | 《左手倒影，右手年华》 | 文集                             |
| 2003 | 《梦里花落知多少》     | 小說                             |
| 2004 | 《天亮说晚安》         | 小說                             |
| 2004 | 《猜火车》             | 小說                             |
| 2004 | 《一梦三四年》         | 小說                             |
| 2004 | 《天下》               | 小說                             |
| 2004 | 《刻下来的幸福时光》   | 小說                             |
| 2005 | 《1995-2005夏至未至》  | 小說                             |
| 2005 | 《剑侠情缘》           | 小說                             |
| 2005 | 《迷藏》               | 音乐小说（包括小说和音乐CD光碟） |
| 2006 | 《无极》               | 小說                             |
| 2006 | 《岛》                 | 小說                             |
| 2006 | 《最小说》             | 期刊                             |
| 2007 | 《悲伤逆流成河》       | 小說                             |
| 2007 | 《N.世界》             | 小說                             |
| 2008 | 《小时代1.0折纸时代》  | 小說                             |
| 2009 | 《小时代2.0虚铜时代》  | 小說                             |
| 2010 | 《王牌大助理》         | 小說                             |
| 2010 | 《临界·爵迹I》         | 小說                             |
| 2010 | 《再回首-幻城》        | 小說                             |
| 2010 | 《最漫画》             | 期刊                             |
| 2011 | 《临界·爵迹II》        | 小說                             |
| 2011 | 《临界·爵迹·燃魂书》   | 小說                             |
| 2011 | 《我们约会吧》         | 小說                             |
| 2011 | 《下一站·神奈川》      | 小說                             |
| 2011 | 《下一站·伦敦》        | 小說                             |
| 2011 | 《小时代2.5锋银时代》  | 小說                             |
| 2011 | 《小时代3.0刺金时代》  | 小說                             |
| 2011 | 《下一站·吉隆坡》      | 小說                             |
| 2012 | 《下一站·台北》        | 小說                             |
| 2013 | 《爵迹·风津道》        | 小說                             |
| 2013 | 《愿風裁塵》           | 散文集                           |

### 電影
| 年份 | 標題                 | 職位                                 | 附註   |
| ---- | -------------------- | ------------------------------------ | ------ |
| 2011 | 《我们约会吧》       | 編劇                                 |        |
| 2013 | 《在一起》           | 監製                                 |        |
| 2013 | 《小时代》           | 導演和編劇                           |        |
| 2013 | 《小时代：青木时代》 | 導演和編劇                           |        |
| 2014 | 《小時代：刺金時代》 | 導演和編劇                           |        |
| 2015 | 《小時代：靈魂盡頭》 | 導演和編劇                           |        |
| 2015 | 《最好的我们》       | 導演和編劇                           | 紀錄片 |
| 2015 | 《从天“儿”降》       | 製片人                               |        |
| 2016 | 《爵迹》             | 導演、製片人、編劇和演員（动作捕捉） |        |
| 2018 | 《悲伤逆流成河》     | 編劇                                 |        |
| 2020 | 《如果声音不记得》   | 編劇和執行製片人                     |        |
| 2020 | 《爵跡2：冷血狂宴》  | 導演和編劇                           |        |
| 2020 | 《晴雅集》           | 導演和編劇                           |        |
| TBA  | 《泷夜曲》           | 導演和編劇                           |        |

### 電視
| 年份 | 標題                 | 職位       | 附註               |
| ---- | -------------------- | ---------- | ------------------ |
| 2007 | 《梦里花落知多少》   | 編劇       |                    |
| 2014 | 《小时代之折纸时代》 | 編劇       |                    |
| 2016 | 《是！尚先生》       | 導演和演員 |                    |
| 2016 | 《幻城》             | 編劇       |                    |
| 2017 | 《幻城凡世》         | 編劇       |                    |
| 2017 | 《夏至未至》         | 編劇       |                    |
| 2019 | 《临界天下》         | 編劇       |                    |
| 2019 | 《流淌的美好时光》   | 監製和美術 |                    |
| 2023 | 《雲之羽》           | 導演       | 署名使用化名顧曉聲 |
| 2024 | 《大夢歸離》         | 導演和編劇 | 署名使用化名張弋敏 |
| TBA  | 《烽影燃梅香》       | 導演       |                    |
| TBA  | 《月鳞绮纪》         | 導演       |                    |

## 綜藝節目
- 2014年 中国好男儿  評審
- 2016年 最強大腦  評委
- 2016年 王牌对王牌 隊長
- 2019年 演員請就位 評審
- 2020年 拜託了冰箱第六季 第三至四期嘉賓
- 2020年 少年之名 導師
- 2020年 演员请就位 导师 [20]。

## 评价

### 正面评价
2010年3月13日，作家王蒙在北京中关村图书大厦发表《老王系列》新书，并且评说郭敬明“小郭性格中有其软弱的一面，容易产生忧伤的情绪。这正是作家创作的力量源泉，希望小郭能继续写下去”，“我觉得小郭特别注重语言，我们喜欢的一个词就是‘语言的陌生化’，小郭在这方面的处理很是到位，因此其小说的语言是相当诗化的。此外，他对生活的兴味也颇为浓厚”。

### 负面评价
2006年7月韩寒与张悦然公开发表博客文章，痛批郭敬明及其粉丝，张悦然称“郭敬明已经丧失了从文资格”，她为此事感到羞耻；韩寒笔锋直指郭敬明粉丝，说他们“傻、幼稚”。双方的粉丝也在网上的各个角落展开了大战。
纽约时报在2008年撰文，谈论郭敬明的书在中国畅销的现象，称郭敬明为“中国最成功的通俗小说作家”。文章里比较了2000年诺贝尔文学奖获得者高行健、《狼图腾》作者姜戎和郭敬明的作品在中国社会的销售情况，引用哥伦比亚大学教授刘禾的话，指“中共政权一方面严厉打压异议作家，一方面放松对80后作家的管制，任由他们宣扬现在的拜金主义和个人主义生活方式，实际上是一种合谋”。文中还提到郭敬明连续三年蝉联天涯“我最讨厌男作家排行榜”。
2008年6月19日韩寒在湖南卫视文化节目零点锋云与另一名嘉宾陈丹青谈到，《纽约时报》评郭敬明为“中国最成功的作家”，其实是在变相辱华。
2009年，韩寒再次评说郭敬明“我跟他的区别是男女有别，对于他这样一个人的存在，我除了钱比他少外，所有都比他强，如果一个人生全部拿钱衡量，我也没有办法，可能他的东西在90后那里有吸引力，尤其对于城乡结合部的孩子”，“每个人都有不同的价值观，不分对错，但是分贵贱，他（郭敬明）灌输的是很贱的价值观。”
2009年10月，著名文学批评家肖鹰评说韩寒和郭敬明时说：“我不承认他（郭敬明）是个作家，他就是无灵魂的贩卖文字的写手。有的批评家说郭敬明的语言很好，这种所谓‘很好’，就是一种言不及物、不古不今、不文不白的仿冷艳风格的无病呻吟。郭敬明的无病呻吟还不是‘为赋新词强说愁’的‘青春文字’，它与中国文学传统的婉约文学也无关，是某些‘80后’写手的商文套话。初读起来有画面感，像日本富士山背阴处的雪景，‘看上去很美’，但却如破碎的幻灯片一样，没有内容，不堪卒读，更不能回味。这是一种‘用酸梅汤作咯血文字’的商业写作游戏。”并且评价《幻城》“读前面1/5的部分，你还可以期待该书作者是一个有才华的文学少年，但是，进入2/5后，你就看到一种简单机械的语言复制，内容和情感都没有真正的发展。文学是应该要有灵魂的，但是，郭敬明的作品让我感到，他根本不知灵魂为何物。当然，他很聪明，很懂得商业式的写作和运作，并且获得了‘巨大’成功。”
著名作家莫怀戚说：“我想在未来20年到30年内，很难出现像金庸和梁羽生这样的大师了，因为他们的写作不易被模仿，还有现代社会环境下的青年作家们都太浮躁和商业，沉不下去，时下备受关注的郭敬明和韩寒就只是玩弄一些文字游戏，吸引大家的眼球罢了，产生不了心灵的碰撞。”
先锋派作家马原说：“现在的小说界，超级明星多了。郭敬明为代表的这些明星作家和当年写小说的我们是不一样的人群。我不认为他们写的是小说，我觉得是种新东西。现在的小说，写小说的人已认不出它的面目了。我并非排斥不同类型的写作，但《哈利波特》之类的作品实在看不出什么名堂，看郭敬明的东西也是不得要领。”

### 中立评价
2011年9月，诺贝尔文学奖得主莫言在接受记者采访时候夹评郭敬明说，“如果依靠写作去买房子，现在真的是很难的事。靠写作过上像郭敬明的生活，全国估计也就只有郭敬明了。”

## 獎項
| 年份 | 獎項 |
| ---- | --- |
| 2007 | - 新浪蒙牛2007网络盛典－年度新锐作家獎 |
| 2008 | - 福布斯中国名人慈善盛典－創業先锋獎 - 第5届金龙奖－最佳漫画脚本獎《小时代1.0折纸时代》 |
| 2010 | - 星尚大典－星尚文学先锋人物獎 - 第1届报喜鸟－新锐艺术人物文学艺术奖 |
| 2011 | - 南国书香节南方阅读盛典－最受读者关注年度作家獎 - 南国书香节南方阅读盛典－最受读者关注人文社科类图书獎《临界·爵迹I》 - 南国书香节南方阅读盛典－最受读者关注年度文学类图书獎《临界·爵迹I》                                   |
| 2013 | - 亚洲青春派－新銳導演獎 - 中国梦践行者致敬盛典－媒體獎 - 第16届上海国际电影节中国新片单元电影频道传媒大奖－最佳新人導演獎《小時代》 - 第16届上海国际电影节中国新片单元电影频道传媒大奖－最佳影片獎《小時代》                |
| 2014 | - 新浪微博之夜－微博年度吸引力獎 - 第5屆金掃帚獎－最令人失望影片奖《小时代1、2》、最令人失望導演獎《小时代1、2》 - 优酷全视频之夜－吸引力人物獎 - 《时尚先生》年度先生盛典－年度導演獎                                       |
| 2015 | - 第6屆金掃帚獎－最令人失望影片獎《小时代3：刺金时代》、最令人失望编劇獎《小时代3：刺金时代》、最令人失望導演獎《小时代3：刺金时代》 - 新浪微博之夜－微博年度突破力獎《最世文化》 - 芭莎男士年度人物盛典－品味成功年度人物獎 |